# Ormiston
Ormiston is een plaats in het Schotse bestuurlijke gebied East Lothian. De plaats telt ongeveer 2100 inwoners.

## Etymologie
De naam Ormiston stamt af van een Angelsaksische kolonist genaamd Ormr, dat serpent of slang betekent. Delen van de gebieden in de omtrek van Ormiston waren in twaalfde een dertiende eeuw in het bezit van de familie Ormr. De naam komt ook terug in enkele plaatsnamen in Engeland, onder andere Ormskirk en Ormesby, en een achternaam. Het uiteinde van Ormiston, ton, komt van het vroegere toun wat hoeve of boerderij en bijgebouwen betekent.

## Historie
Ormiston is opgericht in 1735 door John Cockburn, een van de initiatiefnemers van de agrarische revolutie. Hij woonde in Ormiston Castle, een kasteel in het oosten van de stad. Ook heeft hij de Ormiston Hall gebouwd, de resten van de latere St. Giles Parish Church zijn nog steeds te zien.

## Geboren in Ormiston
- James Burd (1726), Amerikaans soldaat in de Franse en Indiaanse Oorlog
- Charles Maclaren (1782), redacteur van de Encyclopædia Britannica
- Robert Moffat (1795), zendeling in Afrika